# Ређоне Пјамбернардо (Кунео)
Ређоне Пјамбернардо је насеље у Италији у округу Кунео, региону Пијемонт.
Према процени из 2011. у насељу је живело 3 становника. Насеље се налази на надморској висини од 931 м.